# اچ‌کی‌دی
اچ‌کِی‌دی (چکی: ČKD، مخفف Českomoravská Kolben-Daněk) یک شرکت مهندسی در کشور چکسلواکی سابق و جمهوری چک فعلی می‌باشد. این کارخانه توسط امیل کولین یکی از پیشگامان توسعه جهانی برق (در کنار ادیسون و تسلا) و از ادغام سه کارخانهٔ (První českomoravská továrna,1871) و (Elektrotechnická akciová společnost,1898) و (Breitfeld-Daněk,1854) در سال ۱۹۲۷م. تأسیس شد. در حال حاضر معروف به (ČKD Group). محصولاتی همچون موتور سیکلت، تانک، تراموا و لوکوموتیو تولید کرده‌است.

## چسکوموراسکا در ایران
کارخانهٔ چسکوموراسکا یکی از مهمترین کارخانجات تأمین کننده ماشین آلات قندریزی در ایران در آغاز قرن ۱۴ شمسی بوده‌است. فرخ در خاطرات خود نوشته‌است چون کارخانه‌های قند خوب اداره شدند، رضاشاه دستور راه اندازی شش کارخانهٔ دیگر را هم می‌دهد. برای خرید شش کارخانهٔ دیگر مناقصه برگزار می‌شود. «... روز بازکردن پیشنهادها فرا رسید. … من از تمام وزارتخانه‌ها برای شرکت در مراسم بازکردن پیشنهادها، یک نماینده خواستم. … پیشنهادها یکی پس از دیگری قرائت گردید و بالاخره هم کمپانی اشکودا بر دیگران پیروز شد. این کمپانی حاضر شد هر یک از کارخانه‌ها را به مبلغ دویست و هشتاد هزار دلار به ما بفروشد. … نمایندهٔ کارخانهٔ چسکوموراسکا اعلام نمود که اگر ما به شما با این قیمت کارخانه بفروشیم، برای هر کارخانه شصت هزار دلار ضرر خواهیم کرد.» (فرخ، ۱۳۴۸: ۳۱۱).

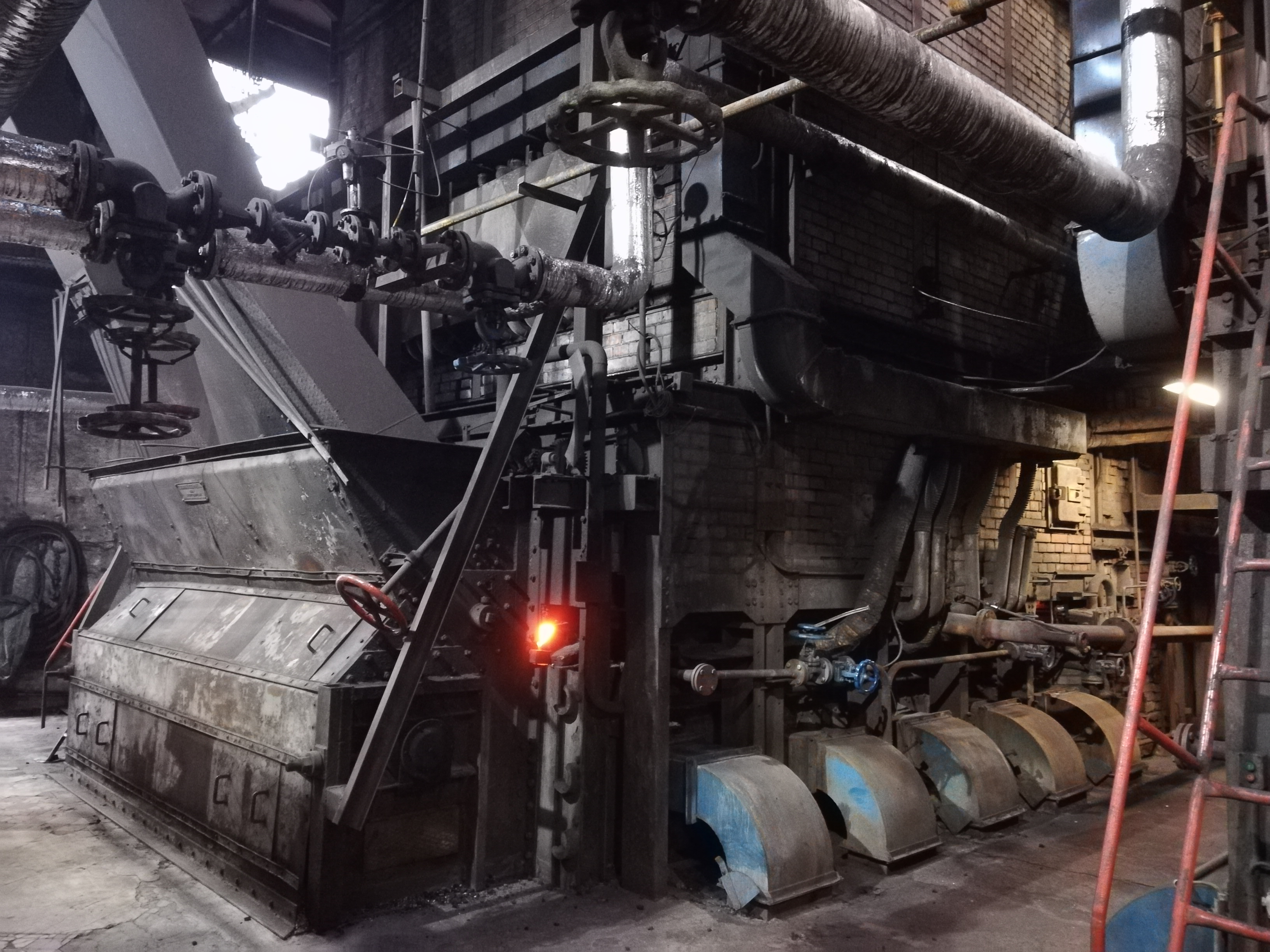
دیگ قندریزی ساخت کارخانه اچ‌کی‌دی ۱۹۳۵م.

از جمله فعالیت‌های این شرکت در ایران می‌توان به موارد زیر اشاره کرد.
1. تأمین ماشین‌آلات کارخانه قندریزی کرج[۲]